# Claudio María Domínguez
Claudio María Domínguez (Necochea, provincia de Buenos Aires, 13 de agosto de 1960) es un escritor y conductor de programas de radio y televisión argentino.

## Biografía
Se hizo conocido en el programa Odol pregunta, que conducía Cacho Fontana, en donde resultó ganador en el desempeño de Mitología Griega y Greco Romana.
En la década de 1970 participó en el programa "La máquina de mirar", de nuevo junto a Cacho Fontana. 
En 1994 participó como guionista en la serie "La marca del deseo", que se emitía en Telefe.
A lo largo de su carrera como periodista, entrevistó a numerosas figuras mundiales tales como el papa Juan Pablo II, Sathya Sai Baba, y la Madre Teresa de Calcuta. 
Desde 2008 hasta 2012 y luego desde 2018, comenzó a conducir su propio programa sobre espiritualidad en el canal (C5N)
Desde 2010 escribe una columna de espiritualidad en Infobae.com.
El 9 de noviembre de 2010 recibió el premio Éter a mejor conducción de radio en FM por su labor en Radio Pop (FM 101.5), donde realiza los programas "El mejor momento de tu vida" y "El mejor fin de semana de tu vida".
El 13 de octubre de 2011 nació su cuarta hija llamada Devi.
El 24 de diciembre de 2011, debutó con programa propio "Hacete cargo", en Radio 10 y participaba de El oro y el moro, en la misma emisora. Actualmente está en Pop Radio 101.5 y en C5N.

## Televisión
| Año                     | Programa                    | Canal      | Rol                   |
| ----------------------- | --------------------------- | ---------- | --------------------- |
| 1968                    | Odol Pregunta               |            | Participante          |
| 1982                    | La Máquina de mirar         |            | Pasivo                |
| 1992-1997               | Indiscreciones              | Canal 9    | Cronista              |
| 1994                    | La marca del deseo (novela) | Telefe     | Guionista             |
| 2000-2008/2013-2017     | Un mundo mejor              |            | Productor y conductor |
| 2008-2012/2018-presente | Hacete cargo                | C5N        | Conductor             |
| 2015                    | Pan y vino                  | América TV | Él mismo              |

## Libros[4]
1. "La marca del deseo" (Novela erótica) (1994)
2. "El deseo deja marcas" (Novela erótica) (1994)
3. "El milagro de los sanadores filipinos" (1995)
4. "Noche eterna" (1995)
5. "Madre Teresa amor en acción"
6. "La ciudad del amor"
7. "Tocaditas para el alma"
8. "Como vivir mejor"
9. "Esas cositas que nos molestan"
10. "Tesoros de vida"
11. "Tesoros de vida 2"
12. "Madre Teresa"
13. "Anécdotas del alma"
14. "Anécdotas del alma 2"
15. "La posición del misionero para tu niño interior, teoría y práctica" (Enseñanzas de Teresa de Calcuta)
16. "Un collar de maravillas"
17. "Un collar de maravillas 2"
18. "Todo es uno"
19. "Hacer dinero es también hacer el amor"
20. "Hacer dinero es también hacer el amor 2"
21. "Todo es amor"
22. "El universo está ante ti"
23. "Sé tu propio Héroe"
24. "Sé tu propia Madre Teresa"
25. "Nadie puede hacerte infeliz sin tu consentimiento" (2013)
26. "El consentimiento cuando es sobrevalorado" (2014)
27. "Por qué cambié mi vida" (2016)
28. "Sé tu propio Jefe"
29. "Humedad viscosa para la infancia"
30. "El perdón" (2017)
31. "El duelo" (2017)

## Discografía
- 2011: "Mantras para el alma" - Junto a Paula Ferrari
- 2012: "Aprendamos a meditar con Claudio María Domínguez"

## Premios
| Año  | Premio                      | Por                                                         | Terna                     | Resultado |
| ---- | --------------------------- | ----------------------------------------------------------- | ------------------------- | --------- |
| 2010 | Premios ETER                | La mejor noche de tu vida El mejor fin de semana de tu vida | Conducción de radio en FM | Ganador   |
| 2011 | Martín Fierro de Cable 2011 | Hacete cargo (C5N)                                          | Programa de servicios     | Nominado  |
| 2013 | Premios ETER                | Te escucho                                                  | Programa de radio piloto  | Nominado  |

## Controversias
En mayo de 2012, Pablo Gastón Salum ante la inminente liberación y absolución del gurú Javier Ocampo alias "El Maestro Amor" con una falsa prescripción judicial, realiza un escrache público en la Feria del libro al periodista Claudio María Domínguez pidiéndole explicaciones sobre sociedad con este gurú, ya que él era el encargado de reclutar víctimas. Domínguez reaccionó mal y la noticia invadió los medios argentinos, exponiendo su accionar y logrando que la justicia prosiga con la investigación contra "El Maestro Amor". Luego del polémico escrache, Claudio María Domínguez al verse acorralado, aceptó realizar un debate cara a cara con Pablo Gastón Salum en el programa "AM, antes del mediodía" emitido por Telefe.
Meses más tarde, Pablo Gastón Salum denunció a Claudio María Domínguez en los Tribunales Federales por captar, promover y organizar un retiro espiritual con drogas alucinógenas (ayahuasca).